# 加利福尼亚岛

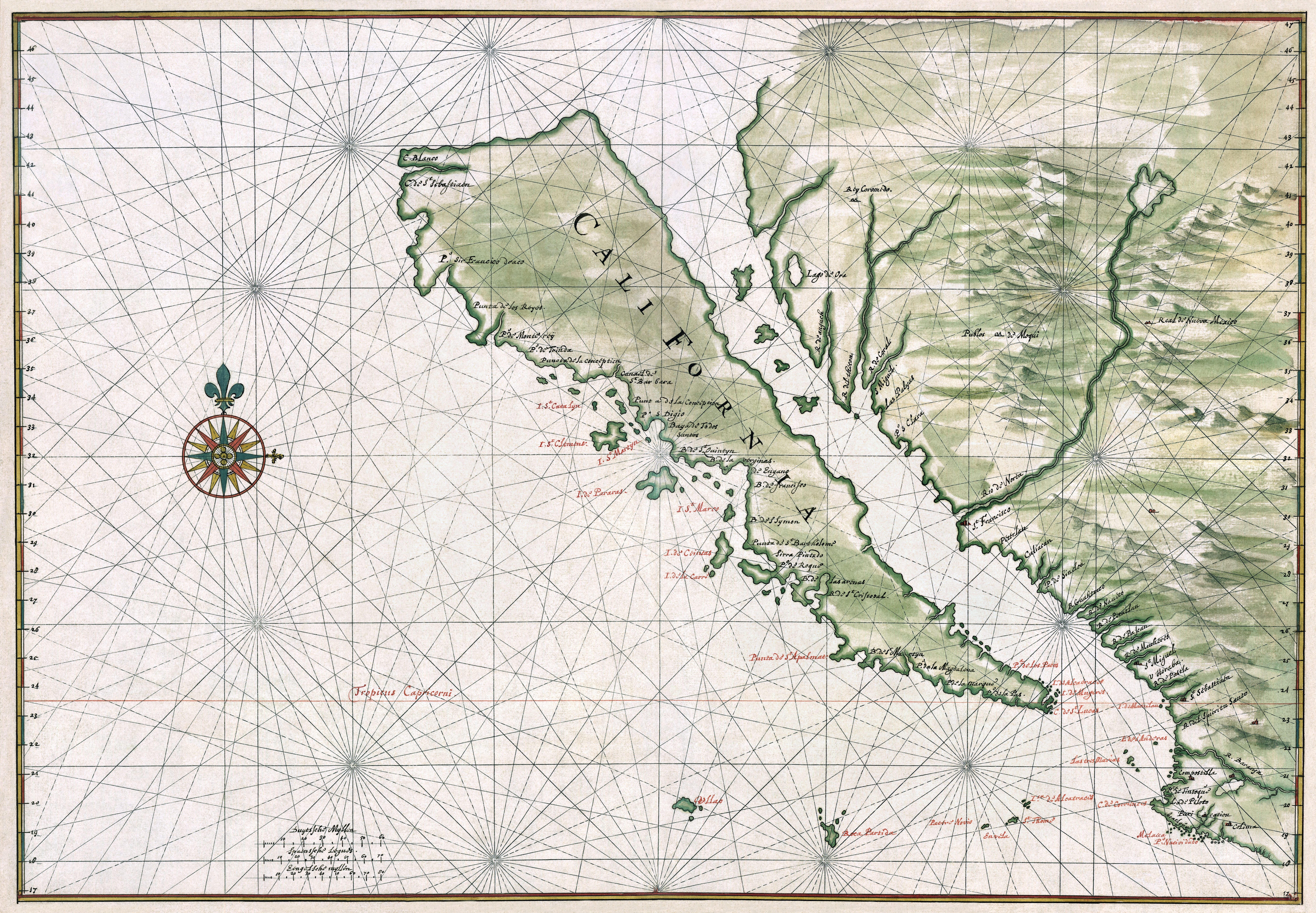
加利福尼亞地圖，約1650年

加利福尼亚岛（西班牙語：Isla de California）指的是欧洲人从16世纪开始的很长时间内持有的一个错误概念：加利福尼亞（实指现在的下加利福尼亞半島）不是北美洲本土的一部分，而是一个与大陆分离的并由一个现在被认为是加利福尼亚湾的海峡分隔的岛屿。
尽管不同探险者提出了各种相互矛盾的证据，作为历史上地图学中最有名的错误之一，它影响了17和18世纪的许多地图。这个传说最初包含加利福尼亚是一个地球上的天堂的想法，就像伊甸园或亚特兰蒂斯那样。

## 历史
1539年，埃爾南·科爾特斯派遣弗朗西斯科·德·乌略亚沿加利福尼亞灣北上，乌略亚到達海灣頂端的科羅拉多河口，已大概知道所謂的「加利福尼亞島」其實是一個半島。埃尔南多·德·阿拉孔沿科羅拉多河逆流而上的探索確定了乌略亚的發現。格拉杜斯·墨卡托及亚伯拉罕·奥特柳斯在稍後出版的地圖已把下加利福尼亞繪為半島。
17世紀初，認為加利福尼亞是一個島的意見再次興起，其中一個原因可能是胡安·德富卡在1592年的第二次航行。胡安·德富卡宣稱在北美洲西岸發現了一個大的開口，有可能連接大西洋。

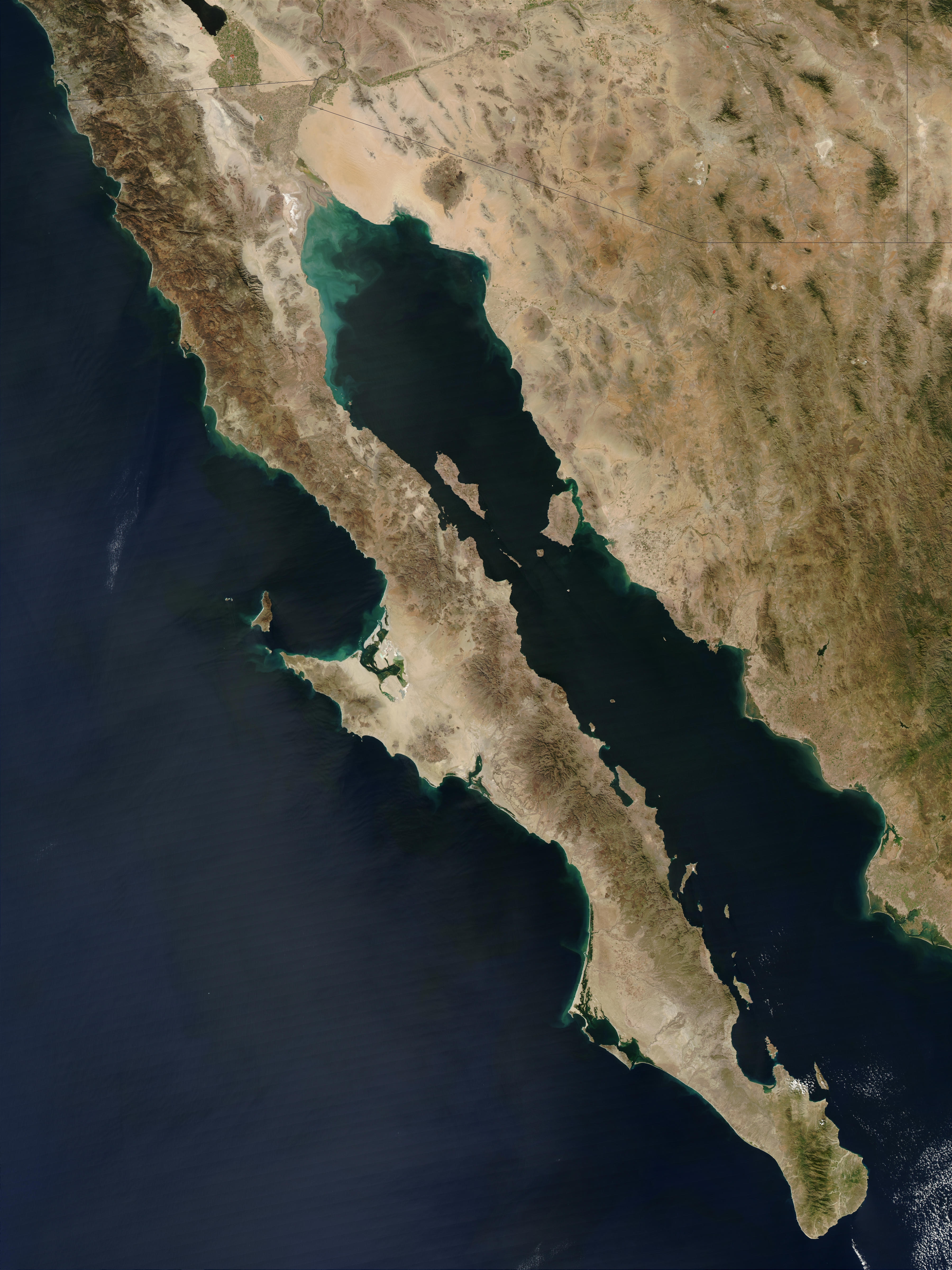
卫星所拍摄的下加利福尼亚半岛及加利福尼亚湾

最終於18世紀確定下加利福尼亞是半島。